# Кисличувата
Кисличува́та — село в Україні, у Томаківській селищній громаді Нікопольського району Дніпропетровської області. Населення складає 1385 мешканців. До 2016 року орган місцевого самоврядування — Кисличуватський старостат.

## Географія
Село Кисличувата примикає до адміністративного центру селищної громади. Селом тече декілька пересихаючих струмків із загатами. Через село пролягає  автошлях територіального значення  Т 0420.

## Історія
Село засноване 1740 року.
У 1905 році у Кисличуватій призовники відмовилися від мобілізації у царську армію і лише у січні 1906 року, коли сюди прибули викликані з Катеринослава каральні загони піхоти й кінноти, повстання було припинено, а особи, які підлягали мобілізації, були відправлені до армії.
До 1921 року Кисличувата вважалася частиною Томаківки, а окремим населеним пунктом стала у 1921 році. 
З 1923 року село перебувало у складі Томаківського району Дніпропетровської області.
У 1927 році в селі організовано перші ТОЗи — «Новий орач», ім. Т. Г. Шевченка та «Комінтерн».
За часів Української РСР в селі була розташовувалася центральна садиба колгоспу «Перемога», за яким було закріплено 7345 га сільськогосподарських угідь, у тому числі 6294 га орних земель. Основний напрямок у рослинництві — зернове, у тваринництві — м'ясо-молочне (спеціалізація — виробництво свинини).
18 серпня 2016 року, в ході децентралізації, село увійшло до складу Томаківська селищної громади Томаківського району.
17 липня 2020 року, в результаті адміністративно-територіальної реформи та ліквідації Томаківського району, село увійшло до складу новоутвореного Нікопольського району.

## Населення

### Мова
Розподіл населення за рідною мовою за даними перепису 2001 року:
| Мова            | Кількість | Відсоток |
| --------------- | --------- | -------- |
| українська      | 1620      | 97,77 %  |
| російська       | 30        | 1,81 %   |
| білоруська      | 2         | 0,12 %   |
| румунська       | 2         | 0,12 %   |
| інші/не вказали | 3         | 0,18 %   |
| Всього:         | 1657      | 100 %    |

## Економіка
- «Перемога», кооператив.

## Об'єкти соціальної сфери
- Середня загальноосвітня школа.
- Амбулаторія.
- Будинок культури.

## Відома особа
Уродженець села:
- Залужний Іван Анікейович (1918—2021) — радянський військовик, капітан 1 рангу морської піхоти ВМФ СРСР, учасник Другої світової війни, кавалер ордену Червоного прапора, двох орденів Вітчизняної війни II ступеня, ордена Червоної зірки, ордена Богдана Хмельницького III ступеня та ордена «За мужність» III ступеня, майстер спорту СРСР[3].